# Alex Andrade
Robert Alexander Andrade (nacido el 22 de julio de 1989) es un político Republicano miembro de la Legislatura de Florida que representa el distrito de la Segunda Cámara del estado, que incluye partes de los condados de Escambia y Santa Rosa.
Andrade está casado con la abogada Jessica Clements desde 2012. Los dos tienen un hijo juntos.

## Educación
Andrade asistió a la escuela secundaria St. Thomas Aquinas. Después de la secundaria, Andrade se graduó en 2011 de la Universidad de Florida con una Licenciatura en Publicidad de la Facultad de Periodismo y Comunicaciones.  Mientras estaba en la Universidad de Florida, Andrade compitió con el equipo de prueba de la UF. 
Después de graduarse, Andrade regresó a la Universidad de Florida y se graduó en 2013 de la Facultad de Derecho Fredric G. Levin con un título de Juris Doctor. Mientras estuvo en Levin College of Law, Andrade se desempeñó como presidente del equipo de juicio y presidente del Tribunal Supremo de la UF. Andrade era miembro de Florida Blue Key. En 2014, fue incluido en el Salón de la Fama de la Universidad de Florida.

## Carrera
Después de completar su Juris Doctor en 2013, Andrade se desempeñó como becario de gobernador en la administración del gobernador Rick Scott. Durante este tiempo, Andrade trabajó en la oficina de asuntos legislativos del Departamento de Transporte. Al finalizar la beca, Andrade recibió el Premio Gobernador Jeb Bush por logros sobresalientes al escribir una propuesta de política titulada Perder “la campaña” Por qué Florida podría ahorrar dinero y aumentar las donaciones caritativas eliminando al intermediario. Esta política estableció un amplio trabajo preliminar para mejorar la participación de Florida con organizaciones caritativas y sin fines de lucro. Andrade también pasó un tiempo trabajando en la oficina del Fiscal del Estado como pasante legal certificado, ayudando a procesar la violencia doméstica.
En 2014, Andrade se unió a Moore, Hill & Westmoreland, PA, donde trabaja en casos relacionados con litigios civiles, bienes inmuebles y litigios comerciales. Durante este tiempo, Andrade se desempeñó como profesor adjunto en la Universidad de West Florida y continúa formando parte del Consejo Asesor de Estudios Legales.
En 2017, el gobernador de Florida, Rick Scott, nombró a Andrade para formar parte de la Comisión de Nominaciones Judiciales del Tribunal del Primer Circuito de Florida. Fue reelegido por el gobernador de Florida, Ron DeSantis, en 2019.
Andrade es miembro republicano de la Legislatura de Florida y representa al Distrito de la Segunda Cámara del estado, que incluye partes de los condados de Escambia y Santa Rosa. Andrade fue elegido por primera vez para servir en el Distrito 2 de la Cámara de Representantes de Florida en 2018, a la edad de 29 años. En 2020 y 2022 Andrade fue reelegido para el mismo cargo.
En 2020, la Delegación Legislativa del Condado de Santa Rosa votó para nombrar a Andrade como presidente de la Delegación del Condado de Santa Rosa. Andrade continúa desempeñándose como presidente de la Delegación Legislativa del Condado de Santa Rosa a partir de 2023. En 2023, el senador Doug Broxson nominó a Andrade para ocupar también el cargo de presidente de la delegación legislativa del condado de Escambia.
Andrade actualmente se desempeña como presidente del Subcomité de Asignaciones de Infraestructura y Turismo y como miembro de los siguientes comités: Comité de Apropiaciones, Comité de Estrategias de Infraestructura, Subcomité de Transporte y Modalidades, Comisión Conjunta de Presupuesto Legislativo, Comité de Reglas y Comité Selecto de Innovación en Salud. Andrade anteriormente desempeñó un papel de liderazgo en el Comité de Educación y Empleo, donde fue el látigo republicano para la política educativa.
En 2020, a Andrade se le atribuyó el mérito de cambiar el nombre del puente de la bahía de Pensacola en honor al general Daniel "Chappie" James Jr. después de que el representante Mike Hill no lograra aprobar la misma propuesta.
En 2020, Andrade presentó un proyecto de ley para reformar el proceso de litigio por pensión alimenticia en Florida. En 2023, el gobernador DeSantis aprobó y firmó un proyecto de ley similar.
En 2021, durante una sesión especial que abordó los mandatos de vacuna COVID introducidos por la administración de Joe Biden, Andrade presentó un proyecto de ley para eliminar el poder del gobierno de Florida de vacunar a personas por la fuerza. Andrade fue citado diciendo que el propósito de la sesión especial era dar “una voz a las personas que se sienten impotentes ante la extralimitación del gobierno”. El proyecto de ley se convirtió en ley en 2021.
En febrero de 2023, Andrade presentó un proyecto de ley que reformaría las leyes de difamación y difamación de Florida. El proyecto de ley reclasificaría cualquier fuente anónima citada en una publicación como "presuntamente falsa" a efectos de demandas por difamación, y evitaría que los periodistas utilicen un privilegio legal para evitar testificar en una demanda que involucre su propia publicación. El proyecto de ley también impediría que las personas que acusan a otra de discriminar por motivos de "raza, sexo, orientación sexual o identidad de género" utilicen las creencias religiosas de una persona como prueba de que alguien participó en discriminación. La Fundación para los Derechos y la Expresión Individual, un grupo de defensa de la libertad de expresión, condenó duramente el proyecto de ley de Andrade.
En 2023, Andrade presentó un proyecto de ley para evitar que los recursos estatales sean utilizados por programas de diversidad, equidad e inclusión ("DEI") en las universidades públicas de Florida y para eliminar los requisitos DEI de los estándares de contratación y admisión. La Fundación para los Derechos y la Expresión Individual describe a DEI como una amenaza a la libertad de expresión en los campus universitarios. El proyecto de ley se convirtió en ley en 2023.
En 2023, la Asociación de Antiguos Alumnos de la Universidad de Florida nombró a Andrade entre sus 40 Gators menores de 40 años; una lista de los 40 alumnos menores de 40 años más destacados.

### Participación de la comunidad
- Colegio de Abogados del Condado de Escambia[22]
- Onbikes Pensacola, Inc., miembro fundador
- Grandes Hermanos Grandes Hermanas del Noroeste de Florida
- Liderazgo Pensacola, Graduado
- Cámara de Comercio de Greater Pensacola, expresidente del Comité de Políticas[11]

## Elecciones
Andrade derrotó a Greg Merk el 28 de agosto de 2018 en una primaria abierta, obteniendo el 60,5% de los votos.
Andrade derrotó a Cris Dosev el 18 de agosto de 2020 en las primarias republicanas, obteniendo el 62,1% de los votos.  En las elecciones generales de 2020, Andrade derrotó a la demócrata Dianne Krumel con el 55,8% de los votos.
Andrade derrotó rotundamente a Greg Litton y Jordan Karr el 23 de agosto de 2022 en las primarias republicanas, obteniendo el 65% de los votos. Andrade venció a Carollyn Taylor en las elecciones generales con el 64% de los votos.

## Premios
- Florida Politics nombró a Andrade "ganador" de la Sesión Legislativa de 2020 de Florida, citando proyectos de ley controvertidos y de alto perfil patrocinados por Andrade.[26]
- Ganador del Premio del Presidente por Onbikes Pensacola, División de Abogados Jóvenes del Colegio de Abogados de Florida
- Mejor líder en ascenso, Inweekly Best of the Coast, 2017
- Premio Gobernador Jeb Bush de Florida Gubernatorial Fellowship por logros sobresalientes, 2014
- Colegio de Abogados de Escambia Santa Rosa, Premio al Servicio Público Bill Meador
- Ganador del premio Campeón para la Infancia 2019 del Florida Policy Institute
- Cuadro de Honor de la Cámara de Comercio de Florida 2019
- Constructores y contratistas asociados de Florida "Legislador del año" 2019
- Finalista Mejor Político, Inweekly Best of the Coast, 2019
- Finalista Mejor Político, Inweekly Best of the Coast, 2020
- Campeón de Radiodifusión Pública de Florida, 2022

## Avales
- Respaldado por el gobernador Ron DeSantis (2020)
- Calificado A+ y respaldado por el Fondo de Victoria Política de la NRA (2018, 2020, 2022)[27]
- Respaldado por el congresista Matt Gaetz (2020, 2022)
- Respaldado por el grupo de defensa Florida Right to Life (2020).[28]
- Respaldado por la Asociación Benevolente de la Policía de Florida (2020, 2022)
- Respaldado por los bomberos profesionales de Florida (2020, 2022)
- Respaldado por el alcalde de Pensacola, Ashton Hayward, el representante Frank White, el recaudador de impuestos del condado de Escambia, Scott Lunsford, y el alcalde de Gulf Breeze, Matt Dannheisser[29]